# Estanzuela
Estanzuela è un comune del Guatemala facente parte del dipartimento di Zacapa.
L'abitato venne fondato da un gruppo di coloni spagnoli nel 1740, mentre l'istituzione del comune è del 1825.